# EN4 (Mosambik)

Einordnung der EN4 im mosambikanischen Fernstraßennetz

Die Nationalstraße EN4 (portugiesisch: Estrada Nacional Número Quatro) ist eine Fernstraße im Süden von Mosambik. Sie verläuft von der südafrikanisch-mosambikanischen Grenze zur Hauptstadt Maputo und dient schwerpunktmäßig dem Frachtverkehr von und zu den Hafenarealen in Maputo und Matola. Auf südafrikanischer Seite schließt die auf einigen Teilabschnitten mautpflichtige N4 an.

## Geschichte

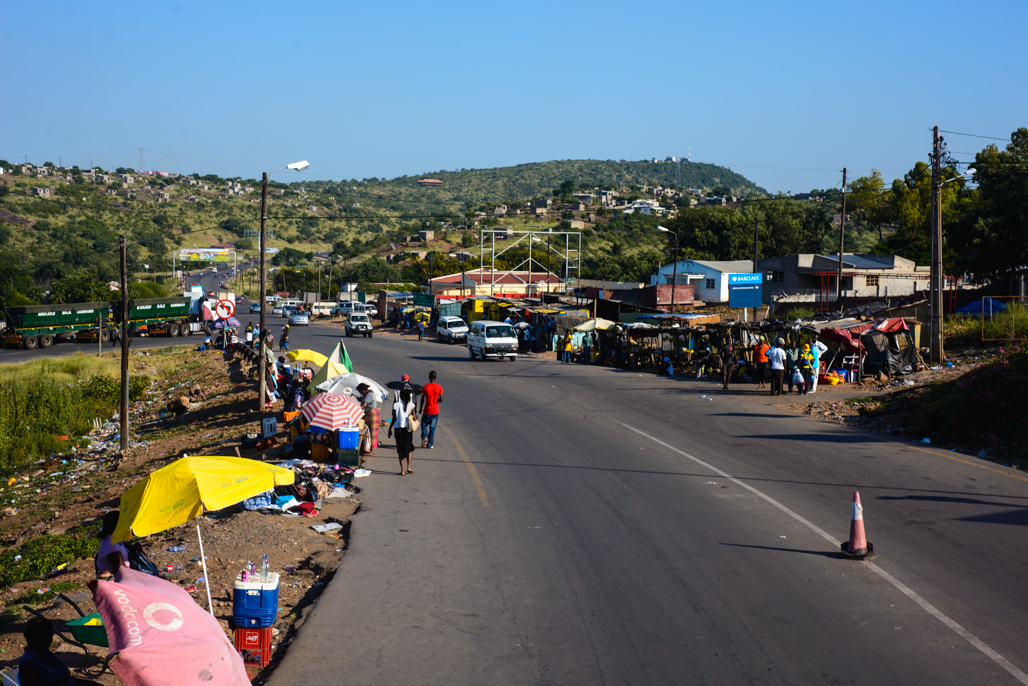
Blick auf die Fernstraße EN4 in Richtung Mosambik, direkt hinter dem Grenzübergang Ressano Garcia/Lebombo

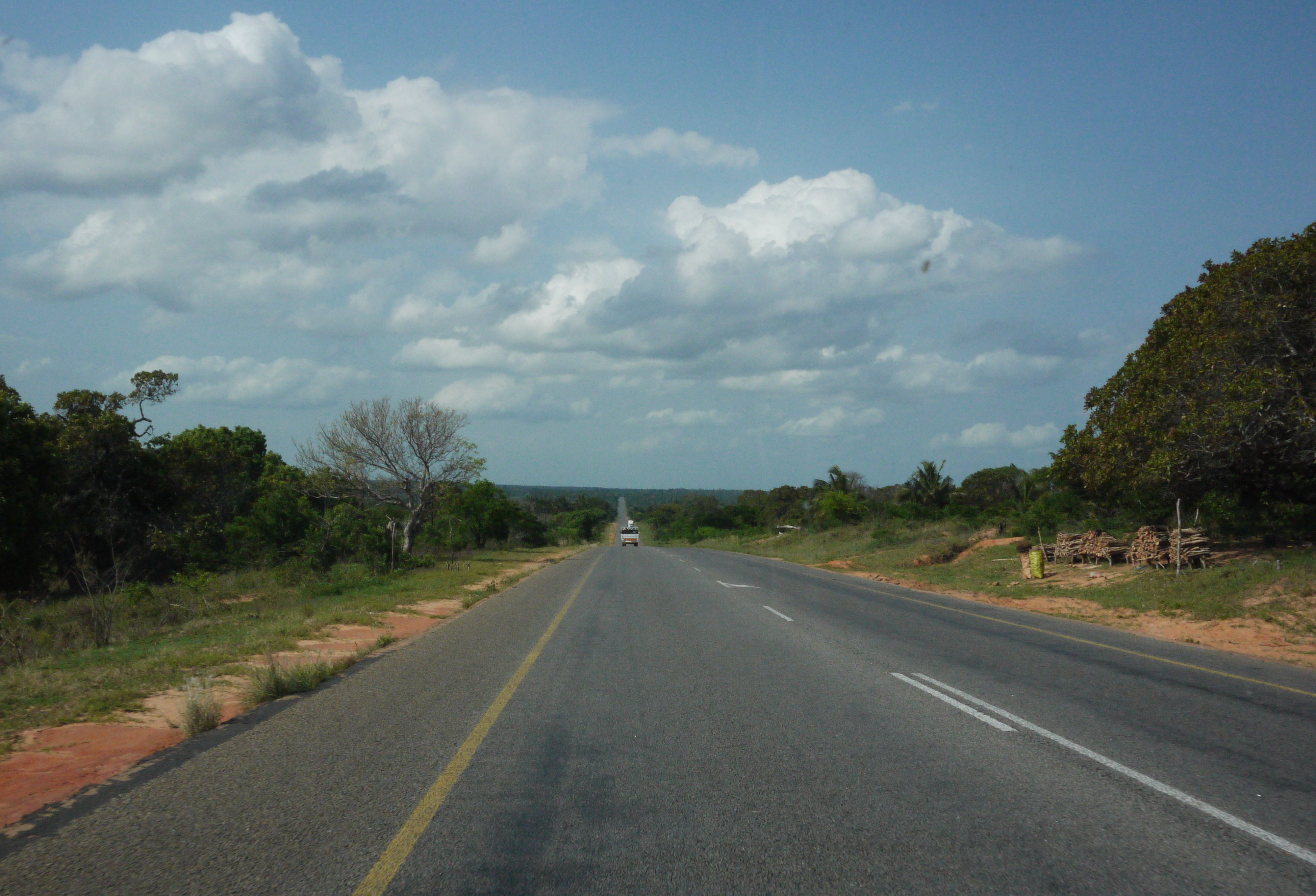
Die EN4 ist größtenteils zweispurig ausgebaut

Mosambik und Südafrika schlossen 1996 einen bilateralen Rahmenvertrag, nach dessen Zielen die Verkehrsverbindungen zwischen Witbank und Maputo zur Steigerung der Leistungsfähigkeit im Schwerlastverkehr ausgebaut werden sollten. Die gemeinsamen Vorhaben wurden unter dem Begriff Maputo Corridor zusammengefasst. Dabei wurde auch die Einrichtung von Mautabschnitten vereinbart. Lange Zeit war der Straßenzustand besonders schlecht, weil der Bürgerkrieg in Mosambik erhebliche Schäden im gesamten Land und in dessen Straßensystem hinterlassen hatte. Es mussten im Zusammenhang mit den Ausbaumaßnahmen der EN4 Landminen beseitigt werden.
1997 erhielt die Trans Africa Concession (TRAC) den Auftrag zur Modernisierung und zum Ausbau Verkehrsinfrastruktur in dieser Korridorzone. Die Baumaßnahmen schlossen die Errichtung von zwei neuen Grenzübergängen, auf südafrikanischer Seite die Lebombo-Grenzstation (Lebombo Border Post) und auf mosambikanischer Seite die Ressano-Garcia-Grenzstation (Ressano Garcia Border Post), ein. Dadurch verkürzten sich die Abfertigungszeiten für den Frachtverkehr bei den Grenz- und Zollbehörden. Die Konzession der TRAC beläuft sich auf 30 Jahre.
Sowohl in Südafrika als auch in Mosambik werden für die Benutzung der EN4 Gebühren erhoben. Die Mautstation von Moambo (Moambo toll plaza) eröffnete im März 2000. Eine weitere existiert seit Januar 2001 in Matola (Maputo toll plaza genannt).
Die Bauaktivitäten auf der EN4 wurden im Jahre 2004 beendet. Die Straßenanbindungen zum Hafen von Maputo/Matola einschließlich der Hafeneingangszonen modernisierte man bis 2006. Die Leistungsfähigkeit lässt nun den Frachttransport mit 56-Tonnen-Trucks zu.

## Bedeutung
Die EN4 hat für den Im- und Exportwarenverkehr von Südafrika große Bedeutung, da sie einen Abschnitt des kürzesten Landweges zwischen einem Seehafen und den industriellen Ballungsräumen in den Provinzen Mpumalanga, Limpopo und Gauteng darstellt. Große Gütermengen kommen vom City Deep Container Terminal in Johannesburg. Darüber hinaus werden auf ihr Wirtschaftsgüter aus und nach Botswana, Simbabwe und Eswatini transportiert. Die EN4 ist ein Teilabschnitt des Transportweges Trans-Kalahari-Highway.

## Streckenverlauf
Der Streckenverlauf der EN4 beginnt an der Grenze zu Südafrika, östlich der Stadt Komatipoort, wo sie den Verkehr von der Nationalstraße N4 aus dem Nachbarland aufnimmt bzw. an dieses abgibt. Nach der mosambikanischen Grenzstation wendet sich die Straße in südliche Richtung und führt in einem weit ausholenden Bogen südlich der Kleinstadt Moamba vorbei. Die alte Streckenführung einer nur noch als Landstraße nach Moamba zulaufenden Route wird nicht mehr genutzt. Südlich von Moamba quert die EN4 die in Richtung Boane verlaufende R251. Am Stadtrand von Matola berührt sie die Industriezonen um Maputo. Hier gibt es einen ortsinternen Abzweig zur Hafenzone von Matola. Der letzte Straßenabschnitt der EN4 führt durch bebautes Gebiet und stößt unweit des südwestlichen Randgebiets der Hauptstadt auf die in der Maputo-Bucht liegende Hafenzone bei Matola sowie auf die Nationalstraße EN2 mit dem zentrumsnahen Knotenpunkt mit der in den Norden des Landes führenden Nationalstraße EN1.